# Loaded (Primal Scream)
Loaded è un singolo del gruppo musicale britannico Primal Scream, pubblicato nel 1990 come primo estratto dal terzo album in studio Screamadelica.

## Storia
Dopo aver incontrato il produttore Andrew Weatherall a una festa illegale, i Primal Scream gli chiesero di realizzare un remix della loro traccia I'm Losing More Than I'll Ever Have; tale incarico costò al gruppo 500 sterline. Weatherall registrò una prima versione accompagnata da ritmiche kick drum, ma il lavoro venne considerato "troppo reverenziale" nei riguardi del pezzo originale, così la band consigliò al produttore di distruggere la registrazione.
Per realizzare la versione definitiva di Loaded, Weatherall realizzò un nuovo remix di I'm Losing More Than I'll Ever Have, a cui aggiunse molti campionamenti, quali un estratto di sette secondi del primo remix, un frammento vocale di I Don't Want to Lose Your Love degli Emotions, un loop di batteria ripreso da un remix pirata italiano della canzone What I Am di Edie Brickell, Bobby Gillespie che canta Terraplane Blues di Robert Johnson e una citazione di Frank Maxwell e Peter Fonda estratta dal film I selvaggi (1966):
We wanna be free.

We wanna be free to do what we wanna do.

And we wanna get loaded.

And we wanna have a good time.

That's what we're gonna do.

(No way, baby, let's go!)

We're gonna have a good time.

We're gonna have a party.»
Vogliamo essere liberi.

Vogliamo essere liberi di fare ciò che vogliamo.

E vogliamo ubriacarci.

E vogliamo divertirci.

Questo è quello che faremo.

(Evvai, facciamolo!)

Ci divertiremo.

Faremo una festa.»
La versione di Loaded presente nel singolo fu pubblicata nel febbraio 1990. Nello stesso anno, la band eseguì la traccia in occasione del programma televisivo Top of the Pops. Nel mese di ottobre dell'anno successivo, il brano venne ripubblicato sull'album Screamadelica.

## Accoglienza
Loaded raggiunse la sedicesima posizione della Official Singles Chart e fu il primo singolo dei Primal Scream a entrare nella top 40 della graduatoria.
La rivista Muzik considera Loaded una delle 50 tracce dance più influenti in assoluto e la definisce "senza dubbio il miglior pezzo indie dance di sempre (...) Potrebbe essere la Sympathy for the Devil della generazione E". Nel 2014 la rivista NME inserì la traccia alla cinquantanovesima posizione della classifica delle 500 canzoni migliori di sempre.

## Tracce
1. Loaded – 7:00
2. I'm Losing More Than I'll Ever Have – 4:45
3. Ramblin' Rose (Live N.Y.C.) – 2:27